# L'Albenca
L'Albenca (en francès Lalbenque) és un municipi francès situat al departament de l'Òlt i a la regió d'Occitània.

## Demografia
| 1962                                       | 1968 | 1975 | 1982 | 1990 | 1999  | 2006  |
| ------------------------------------------ | ---- | ---- | ---- | ---- | ----- | ----- |
| 758                                        | 861  | 854  | 787  | 878  | 1.067 | 1.331 |
| Des de 1962: població sense dobles comptes |      |      |      |      |       |       |

## Administració
| Període   | Identitat      | Partit |
| --------- | -------------- | ------ |
| 1965-1971 | Pierre Pezet   | [      |
| 1971-1989 | Léon Enjalbert | RPR    |
| 1989-     | Jacques Pouget |        |